# Amut-piʾel
Amut-piʾel war König von Qatna zur Zeit des babylonischen Königs Hammurapi. Er ist durch zahlreiche Briefe aus Mari am Euphratknie belegt und war diesen zufolge ein Verbündeter des dortigen Herrschers Zimri-Lim. Er unterhielt auch Beziehungen zum ehemaligen Rivalen Jamḫad, wo zu diesem Zeitpunkt Jarim-Lim I. regierte.